# Emanuel Ubelli ze Siegburgu
Emanuel Jan svobodný pán Ubelli ze Siegburgu (německy Emanuel Johann Freiherr Ubelli von Siegburg), uváděn též jako Ubelly (1722 Koleč – 8. února 1795 Praha) byl česko-rakouský šlechtic italského původu. Od mládí se uplatňoval v zemské správě Českého království, nakonec zastával funkci zemského místosudího (1779–1782). V roce 1792 byl povýšen do stavu svobodných pánů. Jeho sídlem byl zámek Koleč.

## Životopis

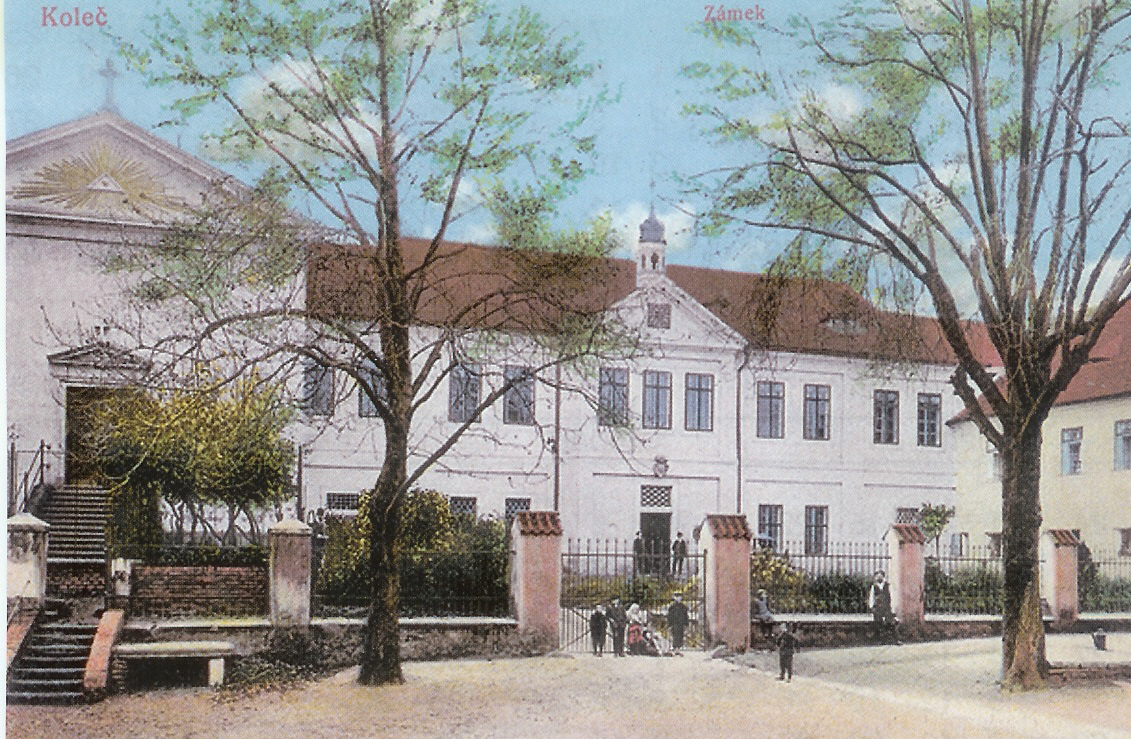
Zámek Koleč, hlavní sídlo rodu Ubelliů v 18. století

Pocházel ze starého italského rodu Ubelliů usazeného od 17. století v Čechách. Narodil se na zámku v Kolči jako starší syn Antonína Mikuláše Ubelliho (1694–1730), matka Marie Josefa (1701–1764) pocházela z rodu Karvinských z Karviné. Emanuel od mládí působil v nižších úřadech zemské správy Českého království, v letech 1759–1764 byl písařem zemských desek, poté radou apelačního soudu a přísedícím zemského soudu. V letech 1777–1779 byl místopísařem Českého království a nakonec v letech 1779–1782 českým místosudím. Od narození užíval šlechtický titul rytíře udělený rodině v roce 1703, byl také držitelem českého inkolátu. V roce 1792 byl povýšen do stavu svobodných pánů.

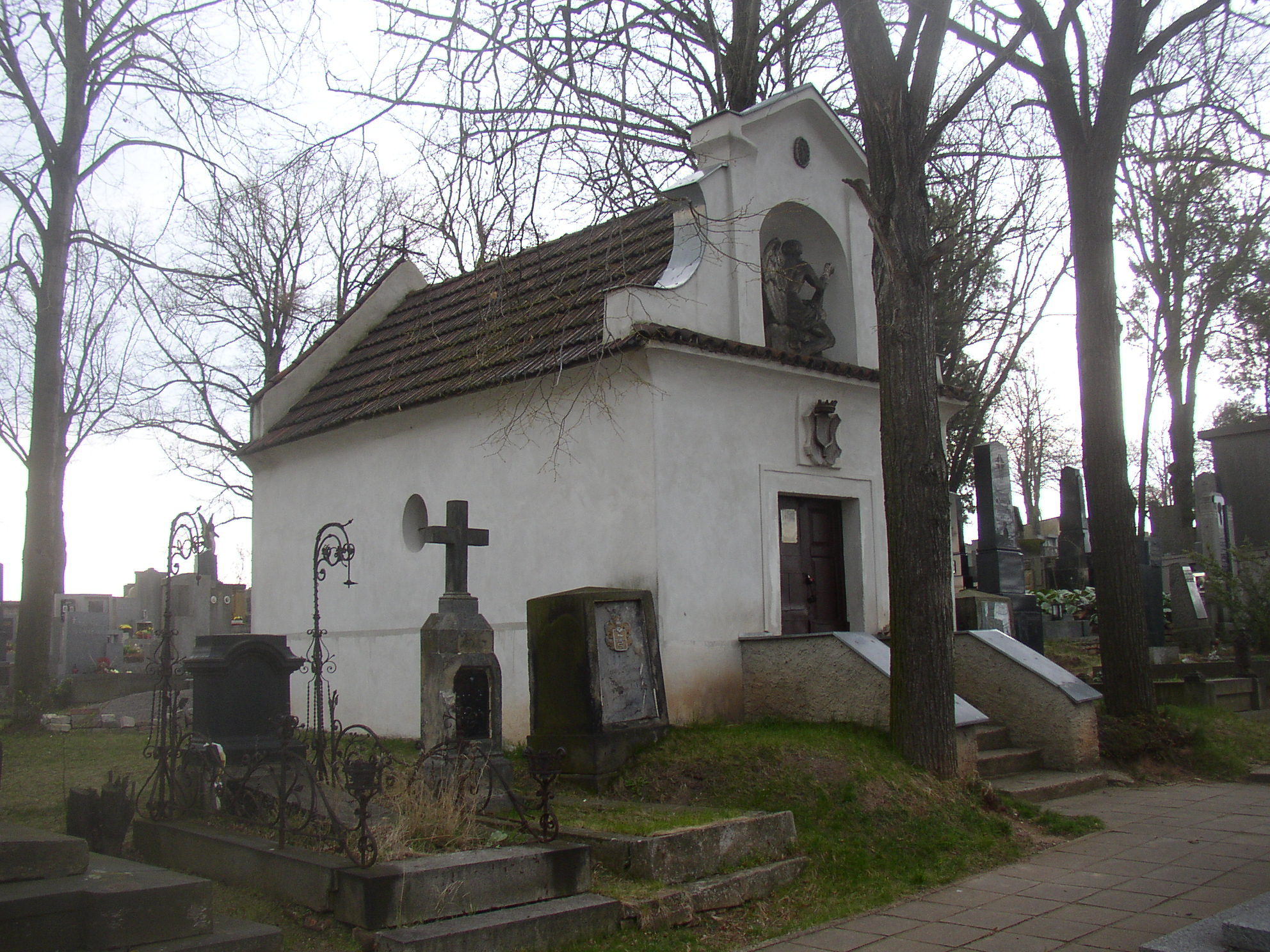
Hrobka rodu Ubelli na hřbitově v Kolči

Sídlil na zámku v Kolči, který byl jeho rodinou postaven počátkem 18. století. Zemřel v Praze a je pohřben v rodové hrobce, kterou krátce předtím nechal postavit na hřbitově v Kolči. V Praze bydlel v domě č. p. 184 v ulici V jirchářích.
Byl dvakrát ženatý, jeho první manželkou byla Marie Anna Matyášová z Glouchova (1729–1754), podruhé se oženil s Josefou Broumovou z Miřetic (1738–1778). Z druhého manželství měl početné potomstvo, deset z dvanácti synů a dcer však zemřelo v dětském věku. Syn Jan Nepomuk Ubelli (1770–1799) byl dědicem panství Koleč, které po jeho smrti přešlo na spřízněnou rodinu Bohušů z Otěšic.